# Valeska (Kirsche)

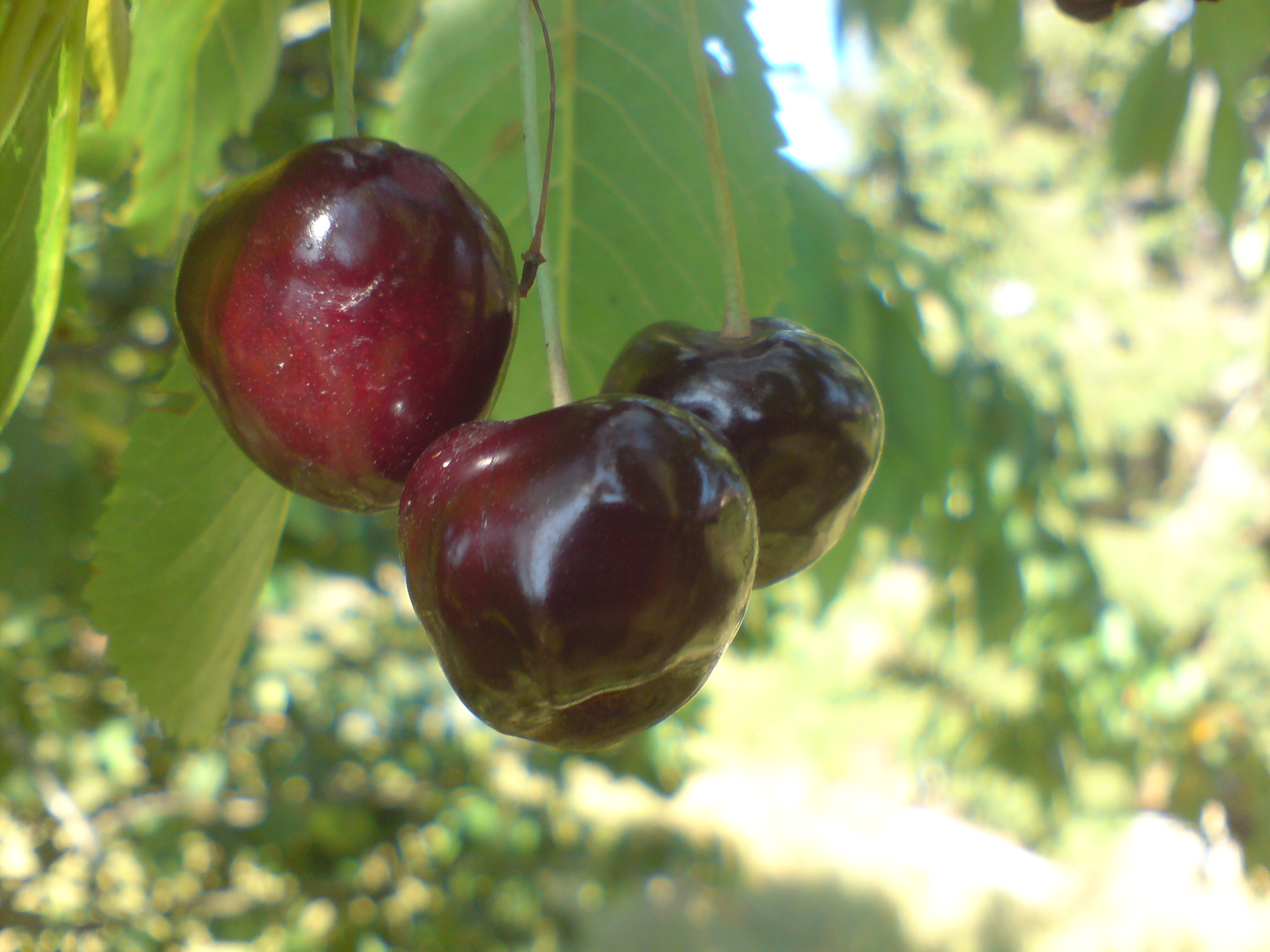
Frücht der Sorte Valeska

Valeska ist eine zu den Herzkirschen gehörende dunkle Sorte der Süßkirschen.

## Herkunft
Valeska wurde 1954 von der Obstbauversuchsanstalt Jork aus den Sorten Rube und Stechmanns Bunte herausgezüchtet und 1966 in den Anbau gebracht.

## Frucht
Die Frucht ist groß, länglichrund bis herzförmig bei gleichmäßigem Erscheinungsbild. Die zähe Haut ist in der Vollreife glänzend dunkelbraunrot, fast schwarz. Das weiche Fruchtfleisch ist dunkelrot und stark saftend. Der Geschmack ist aromatisch süß mit ausgeprägtem Kirschgeschmack. Sie hat eine mittlere Platzfestigkeit. Der Stein ist mittelgroß, länglich und spitz. Der Stiel ist mittellang bis lang, etwa 4 cm, steht in einer flachen Grube. Sie reift in der 3. bis 5. Kirschwoche folgernd mit sehr langem Erntefenster. Da sie auch vollreif noch über eine Woche vom Baum geerntet werden kann, ist sie auch für Hausgärten sehr gut geeignet.

## Baum
Der Baum wächst mittelstark. Die Krone ist locker und pyramidenförmig. Er ist selbststeril und braucht einen Befruchtungspartner. Er blüht sehr früh und trägt früh und regelmäßig.